# Stalemate
Stalemate è un singolodel gruppo britannico dei Ben's Brother con la cantautrice statunitense Anastacia, pubblicato il 26 ottobre 2009 nel Regno Unito ed Irlanda come terzo singolo tratto dal secondo album del gruppo, Battling Giants, del 2009. Nella versione album, il brano è in duetto con Joss Stone ed è contenuto anche nell'album Colour Me Free! e nella raccolta The Best of Joss Stone 2003-2009 della cantante inglese.

## La canzone
In un primo momento la canzone è stata programmata per far nascere una collaborazione tra la band inglese e Joss Stone, ma alla fine la sua casa discografica (la EMI) le comunicò che il suo contratto discografico non le permetteva di intraprendere collaborazioni musicali con artisti esterni alla casa discografica stessa. Per cui, dopo un'accurata ricerca nel mondo della musica per assicurarsi una voce dello stesso calibro della Stone, il pezzo viene proposto alla statunitense Anastacia che si dice subito entusiasta della canzone. La versione con Joss Stone è comunque stata pubblicata sul suo quarto album, Colour Me Free!.
Sulla canzone, Anastacia ha detto: "Me ne sono innamorata nel momento in cui l'ho ascoltata e sono emozionata di poterla registrare e lavorare con Jamie." Jamie Hartman ha rivelato come è stato lavorare con Anastacia: "Anastacia è una cantante incredibile e una grande performer—è stato un grande piacere lavorare con lei e attendo con ansia l'opportunità di cantare con lei dal vivo!"

## Il video
La clip è piuttosto semplice: la location è uno stanza londinese dove Jamie canta la prima parte del pezzo. A poco a poco compaiono in scena i restanti membri della band con Anastacia che lo accompagna nella seconda parte per poi terminare in un duetto "voce a voce".

## Promozione
I Ben's Brother e Anastacia hanno presentato il loro live ufficiale in televisione il 28 ottobre 2009 nella trasmissione This Morning ed il 2 novembre 2009 all'O2 Shepherd's Bush Empire.

## Tracce
UK promo CD single
1. Stalemate (radio edit) – 3:45
2. Stalemate (album) – 4:21

European digital single
1. Stalemate (album) – 4:21
2. Stalemate (demo) – 4:30

Official versions
- "Stalemate" (Album Version featuring Joss Stone) – 4:18
- "Stalemate" (Album Version featuring Anastacia) – 4:21
- "Stalemate" (Radio Edit) – 3:45
- "Stalemate" (Video) – 3:56
- "Stalemate" (Demo) – 4:30

## Classifiche
| Classifica (2009) | Posizione più alta |
| ----------------- | ------------------ |
| UK Airplay Chart  | 42                 |

## Date di distribuzione
| Paese       | Data              | Formato                      | Casa discografica |
| ----------- | ----------------- | ---------------------------- | ----------------- |
| Regno Unito | 21 settembre 2009 | Airplay                      | Island Records    |
| Regno Unito | 26 ottobre 2009   | CD fisico, download digitale | Island Records    |